# Epicadinus biocellatus
Epicadinus biocellatus là một loài nhện trong họ Thomisidae.
Loài này thuộc chi Epicadinus. Epicadinus biocellatus được Cândido Firmino de Mello-Leitão miêu tả năm 1929.